# Huaishengmoskee
De Huaishengmoskee is waarschijnlijk een van de oudste moskeeën van China. Volgens de legende werd deze moskee door de oom van Mohammed, Sa`d ibn Abi Waqqas in het jaar 627 gebouwd. De islam zou ook via de oom in China verspreid zijn.
De moskee bevindt zich in Guangzhou in de provincie Guangdong. Het bestaat uit een tweeledige minaret van 36 meter hoog. Bijnamen zijn de 'Pagode van het Licht' en 'De Naakte Pagode'. De moskee is voor ongeveer vierduizend moslims rond Guangzhou hun ontmoetingsplaats en religieuze centrum.